# Episodi di Les Revenants (prima stagione)

Da sinistra a destra, Adéle (Clotilde Hesme), Pierre (Jean-François Sivadier), Camille (Yara Pilartz), Claire (Anne Consigny), Léna (Jenna Thiam) e Jérôme (Frédéric Pierrot) in una scena dell'episodio L'orda.

La prima stagione della serie televisiva Les Revenants, composta da otto episodi, è stata trasmessa in Francia per la prima volta dall'emittente Canal+ dal 26 novembre al 17 dicembre 2012.
In Italia la stagione è andata in onda in prima visione sul canale satellitare Sky Atlantic dal 15 ottobre al 26 novembre 2014. In chiaro è stata trasmessa su La EFFE dal 7 al 28 aprile 2015.
In Svizzera è stata trasmessa su RSI LA1 dal 22 febbraio al 15 marzo 2015.
| nº | Titolo originale | Titolo italiano | Prima TV Francia | Prima TV Italia  |
| -- | ---------------- | --------------- | ---------------- | ---------------- |
| 1  | Camille          | Camille         | 26 novembre 2012 | 15 ottobre 2014  |
| 2  | Simon            | Simon           | 26 novembre 2012 | 15 ottobre 2014  |
| 3  | Julie            | Julie           | 3 dicembre 2012  | 22 ottobre 2014  |
| 4  | Victor           | Victor          | 3 dicembre 2012  | 29 ottobre 2014  |
| 5  | Serge et Toni    | Serge e Toni    | 10 dicembre 2012 | 5 novembre 2014  |
| 6  | Lucy             | Lucy            | 10 dicembre 2012 | 12 novembre 2014 |
| 7  | Adèle            | Adèle           | 17 dicembre 2012 | 19 novembre 2014 |
| 8  | La Horde         | L'orda          | 17 dicembre 2012 | 26 novembre 2014 |

## Camille
- Titolo originale: Camille
- Diretto da: Fabrice Gobert
- Scritto da: Emmanuel Carrère, Fabrice Gobert, Nicolas Peufaillit

### Trama
Una famiglia viene sconvolta dal ritorno a casa della loro figlia Camille, rimasta vittima in un incidente stradale quattro anni prima, incolume e convinta che sia il giorno stesso dell'incidente del quale non ha memoria. Simon è alla ricerca della sua fidanzata, Adèle, inconsapevole di essere morto da dieci anni. Trent'anni dopo essere morta, la signora Costa si ritrova nella casa di suo marito, il quale decide di nasconderla all'infermiera che amministra le sue medicine, Julie. Mentre ritorna a casa, Julie è seguita da un ragazzino che si rifiuta di parlare, lo ospita e gli dà il nome di Victor. Quando la sua vicina di casa ficcanaso, Mademoiselle Payet, inizia a farle domande, Julie dice che Victor è figlio di una parente. Lucy, cameriera in un locale del paese, viene pugnalata in un sottopasso mentre torna a casa e lasciata a terra agonizzante. Monsieur Costa, incapace di affrontare la ricomparsa della moglie, brucia la propria casa, prima di suicidarsi saltando dalla diga vicino al paese. In un flashback al giorno dell'incidente, Léna, sorella gemella di Camille, si finge malata per evitare la gita scolastica in pullman e trascorrere del tempo con il suo fidanzato, Frédéric, conteso da entrambe. Durante la gita Camille si angoscia nello stesso momento in cui sua sorella è in approccio amoroso con Frédéric e, mentre cerca di far fermare il pullman, il conducente nota Victor in piedi in mezzo alla strada e sbanda, precipitando oltre il parapetto.

## Simon
- Titolo originale: Simon
- Diretto da: Fabrice Gobert
- Scritto da: Emmanuel Carrère, Fabrice Gobert, Nicolas Peufaillit

### Trama
La famiglia di Camille, tra cui sua sorella gemella Léna, ormai quattro anni più grande, tenta di affrontare il ritorno della figlia. Adèle, che ha iniziato i preparativi per il matrimonio col suo nuovo compagno Thomas, il capitano della gendarmeria locale, fa pace con quella che crede essere una visione di Simon, che in realtà l'ha finalmente trovata. Il giovane redivivo viene arrestato poco dopo per aver aggredito il proprietario di una caffetteria. L'accoltellamento di Lucy mette in allarme la polizia, resasi conto che il modus operandi corrisponde a quello di un serial killer di sette anni prima, ritenuto morto. Intanto Toni, il proprietario del Lake Pub, nonché uno dei sospettati, rimane sconvolto quando si imbatte nel fratello Serge, il vero serial killer. Nel frattempo, gli ingegneri della diga hanno notato che il livello dell'acqua del lago artificiale è iniziato a calare inaspettatamente.

## Julie
- Titolo originale: Julie
- Diretto da: Fabrice Gobert
- Scritto da: Emmanuel Carrère, Fabrice Gobert

### Trama
Camille tenta di vivere una vita normale, fingendo di essere una cugina di Léna, "Alice", mentre la sua famiglia discute della possibilità di trasferirsi in una nuova città per ricominciare. Simon, rilasciato dalla polizia, torna in contatto con Adèle, la quale gli mostra Chloé, la loro bambina, concepita poco prima della sua morte. Quando Adèle sente che altre persone hanno parlato con un ragazzo di nome Simon, comincia a rendersi conto che non può trattarsi semplicemente di una sua allucinazione. Mademoiselle Payet, convinta che Julie abbia illegalmente adottato Victor, minaccia di dire tutto alla polizia. Quando la sera Julie esce di casa per lavoro, Victor va da Mademoiselle Payet. Al ritorno, Julie non trova Victor e inizia a cercarlo per la palazzina. Il bambino la sorprende all'entrata, salvandola dalla presunta aggressione da parte del serial killer. Intanto Mademoiselle Payet giace nel suo appartamento con una serie di coltellate all'addome.

## Victor
- Titolo originale: Victor
- Diretto da: Fabrice Gobert
- Scritto da: Emmanuel Carrère, Fabrice Gobert

### Trama
Julie è sconvolta quando Laure, una poliziotta sua ex compagna, prende con sé Victor per portarlo in una casa di accoglienza, "La Mano Tesa", gestita da Pierre. Qui Victor si rende conto che Pierre è uno dei due uomini che svaligiarono la sua casa, trent'anni prima, uccidendolo dopo aver freddato a colpi di pistola la madre e il fratello. Thomas tiene sotto controllo Adéle che è a casa, usando le telecamere di sorveglianza installate a sua insaputa, e scopre così che la donna ha ripreso la relazione con Simon. Adéle lo presenta a Chloé dicendole che è un "angelo". Léna è ricoverata in ospedale con una ferita sulla schiena che sembra essersi improvvisamente ampliata da una cicatrice dovuta a uno scatto d'ira del padre, Jérôme, un anno prima. Léna lascia presto l'ospedale e, ancora debole per la ferita, si accascia nel sottopasso proprio mentre sta sopraggiungendo Serge. Il livello dell'acqua del lago continua a scendere, ma gli ingegneri non riescono a trovare nessun difetto nella diga.

## Serge e Toni
- Titolo originale: Serge e Toni
- Diretto da: Frédéric Mermoud
- Scritto da: Emmanuel Carrère, Fabrice Gobert, Fabien Adda

### Trama
Victor lascia la casa di accoglienza con la signora Costa, la quale si ricorda di lui e di sua madre. Serge, che scopriamo essere stato sepolto vivo sette anni prima dal fratello per impedire che uccidesse ancora, trattiene i suoi istinti omicidi per prendersi cura di Léna. Adèle è scioccata quando scopre che Simon è morto suicida, e lui rimane sconvolto dalla decisione di lei di non seguirlo fuori città con la figlia. Thomas, tornato a casa, spara a Simon. Victor torna a confrontarsi con Pierre sulla sua morte, e quest'ultimo implora il perdono del bambino ricordandogli di non esser stato lui a sparare e di aver cercato di proteggerlo. Victor decide di non vendicarsi. Sul fondo del lago vengono ritrovati diversi animali morti annegati, come se fossero andati incontro alla morte per scappare da qualcosa.

## Lucy
- Titolo originale: Lucy
- Diretto da: Frédéric Mermoud
- Scritto da: Fabrice Gobert, Fabien Adda

### Trama
Lucy si sveglia dal coma, in ospedale, dopo essere miracolosamente guarita da tutte le ferite. Gli amici di Camille, sospettando della vera identità di "Alice", decidono di aprire la sua bara per verificare la presenza del corpo trovandola invece piena d'acqua. Pierre organizza un incontro con i genitori degli altri bambini rimasti uccisi assieme a Camille nell'incidente dello scuolabus, per rivelare loro il ritorno della ragazza. Simon si sveglia nella camera mortuaria dell'ospedale, la sua ferita da proiettile è completamente guarita. Poi incontra Lucy nei corridoi ed escono assieme dalla struttura. Victor ritorna a casa da Julie, la quale si accorge che il braccio del bambino ha iniziato a mostrare segni simili a quelli di Léna. Camille crede che il suo scopo sia quello di confortare i genitori dei suoi compagni di classe morti e decide di inventare delle immagini provenienti dall'aldilà, provocando invece il suicidio di due coniugi, che speravano così di raggiungere prima loro figlio. Léna si avvicina a Serge, ma fugge dopo che Toni spara a un poliziotto per tenerlo lontano da suo fratello. Nascondendosi nella foresta, Léna scopre un folto gruppo di redivivi, in piedi, intorno a un fuoco.

## Adèle
- Titolo originale: Adèle
- Diretto da: Frédéric Mermoud
- Scritto da: Fabrice Gobert, Fabien Adda

### Trama
Alla "Mano Tesa", Pierre mostra a Claire, la madre di Camille, scorte di cibo e armi da fuoco, convinto che l'arrivo dei redivivi segni la fine del mondo. Lucy, che è una di loro a sua volta, sembra aver compreso lo scopo dei redivivi, e persuade Simon a lasciare Adèle, della quale non ha più bisogno; il tradimento di padre Jean-François, cui si era rivolto per avere conforto e che invece lo fa arrestare dalla polizia, lo spinge ulteriormente a fidarsi della ragazza. Serge e Toni tentano di rintracciare Léna, e Toni intravede la madre defunta nella foresta. Durante il tentativo di attraversare il lago a nuoto, Serge sparisce sotto l'acqua. Léna trova la strada per la casa accoglienza, e aiuta Camille a coprire i segni di decomposizione che sono apparsi sul suo volto. Simon trova gli stessi segni sul suo addome. Laure e Julie riallacciano il loro rapporto e cercano di partire con Victor, ma scoprono presto di non poter lasciare il paese in quanto continuano inspiegabilmente a girare in tondo, passando almeno tre volte sulla strada della diga. Lucy trova un folto gruppo di redivivi nel bar.

## L'orda
- Titolo originale: La Horde
- Diretto da: Fabrice Gobert, Frédéric Mermoud
- Scritto da: Fabrice Gobert, Fabien Adda

### Trama
Un flashback, al giorno del ritorno di Camille presso la diga, mostra molti redivivi tornare allo stesso tempo. Svegliatisi nella loro auto, Victor dice a Julie e Laure che un gruppo di redivivi ha provato a portarlo via dalla macchina nel bel mezzo della notte. Dopo aver salvato Toni, che tentava di suicidarsi gettandosi dalla diga, quando l'orda appare ancora una volta il gruppo fugge. Sulla strada per la casa accoglienza Victor scopre che Toni ha ucciso suo fratello, causando a sua volta la morte della madre, e usa la sua capacità di creare visioni per far sì che Toni si uccida sparandosi allo stomaco. Simon intanto evade dalla cella e fa visita ad Adéle per dirle che è incinta, rapendo poi Chloé. Thomas arriva alla casa accoglienza avvisando tutti che ci sono altri redivivi e che stanno venendo per loro.
L'orda arriva di notte, guidata da Lucy, e reclama Camille, Victor e la signora Costa sulla promessa di rilasciare Chloé. La signora Costa lascia la casa a malincuore, Julie non si arrende a separarsi da Victor e decide di andare con lui, così come Claire, che sceglie di andare tra i redivivi con la figlia Camille. Chloé viene liberata, ma Lucy esige che anche Adèle faccia parte dell'orda, promettendo poi di andarsene. Thomas rifiuta e dà ordine ai suoi uomini di bloccare l'edificio, iniziando una sparatoria. All'interno, Chloé dice ad Adèle che i morti la vogliono perché è incinta di Simon. Al mattino i redivivi sono scomparsi, mentre non c'è traccia di Thomas e degli altri poliziotti. Nella valle, intanto, l'intera città è inspiegabilmente allagata, mentre il livello del lago è drasticamente calato ancora.